# Ljustjärnen (Älvdalens socken, Dalarna, 678223-139808)
Ljustjärnen är en sjö i Älvdalens kommun i Dalarna och ingår i Dalälvens huvudavrinningsområde.